# Minina
Die Minina ist ein linker Zufluss des Wieprz in der Woiwodschaft Lublin in Polen.

## Geografie
Die Minina entspringt östlich des Dorfs Garbów in der Nähe der Europastraße 372 (Droga krajowa 17). Sie fließt von dort zunächst in nordöstlicher und dann in nordnordwestlicher Richtung und mündet nach einem Lauf von 44,1 Kilometern Länge unterhalb Jeziorany in den Wieprz. An ihrem Lauf liegen keine größeren Orte. Die Minina berührt den Landschaftspark  Kozłówka (Kozłowiecki Park Krajobrazowy). Ihr Einzugsgebiet wird mit 421 km² angegeben.